# Su di me
Su di me è un album del cantautore italiano Amedeo Minghi, pubblicato nel 2005.

## Tracce
1. Il suono
2. Sul nostro amore
3. Musiche di scena
4. L'amore con chi
5. Tutta intimità
6. Sì... no...
7. Com'è il tempo
8. Veramente così
9. Le belle cose
10. Qui in duetto con Aisha Cerami

Testi di Pasquale Panella, musiche di Amedeo Minghi e Elena Paladino.

## Classifiche
| Paese  | Posizione raggiunta |
| ------ | ------------------- |
| Italia | 12                  |